# Linaria genistifolia
La linajola a foglie di ginestra (nome scientifico Linaria genistifolia (L.) Mill., 1768) è una pianta appartenente alla famiglia delle Plantaginaceae.

## Etimologia
Il nome generico (Linaria) deriva da un nome latino per il lino (linone) e si riferisce alla somiglianza delle foglie di alcune specie di questo genere a quelle della specie Linum usitatissimum. L'epiteto specifico (genistifolia) significa "con foglie simili al genere Genista".
Il nome scientifico della specie è stato definito inizialmente da Linneo (1707 – 1778), con la denominazione basionomica Antirrhinum genistifolium, perfezionato successivamente nella denominazione attuale dal botanico scozzese Philip Miller (Chelsea, 1691 – Chelsea, 18 dicembre 1771) nella pubblicazione "Gardeners Dictionary, Edition 8. London ed. 8. n. 14." del 1768.

## Descrizione

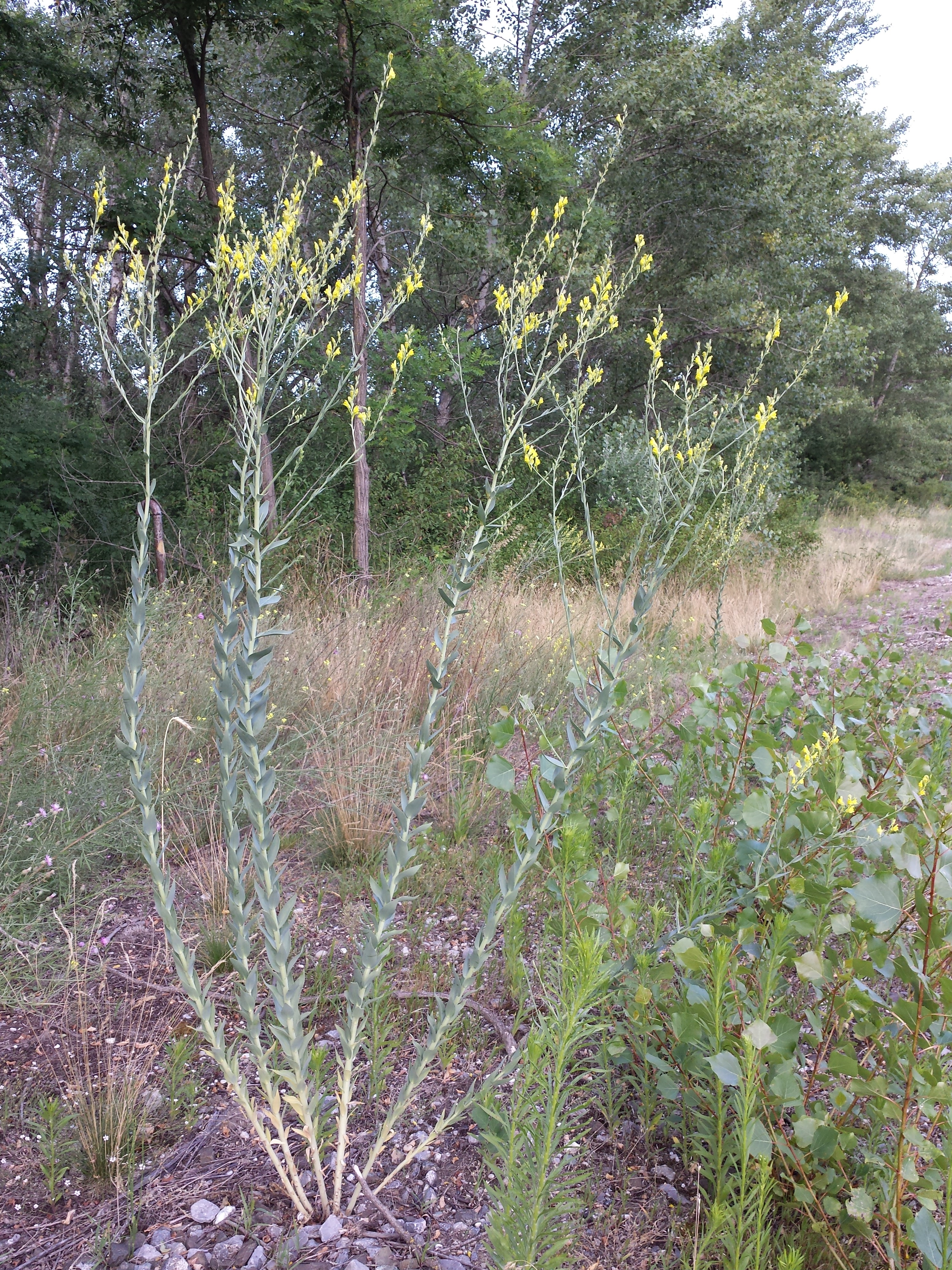
Il portamento

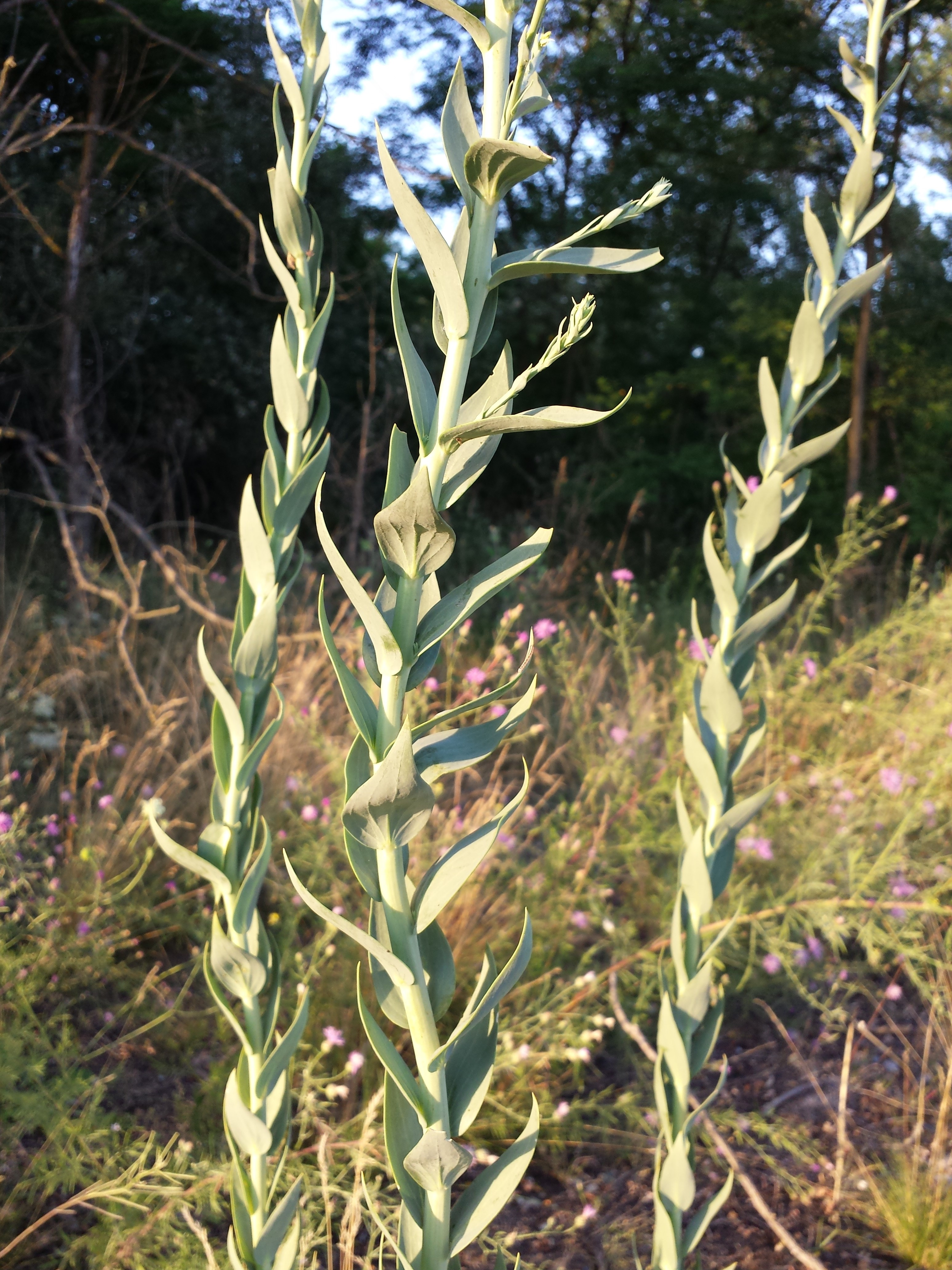
Le foglie

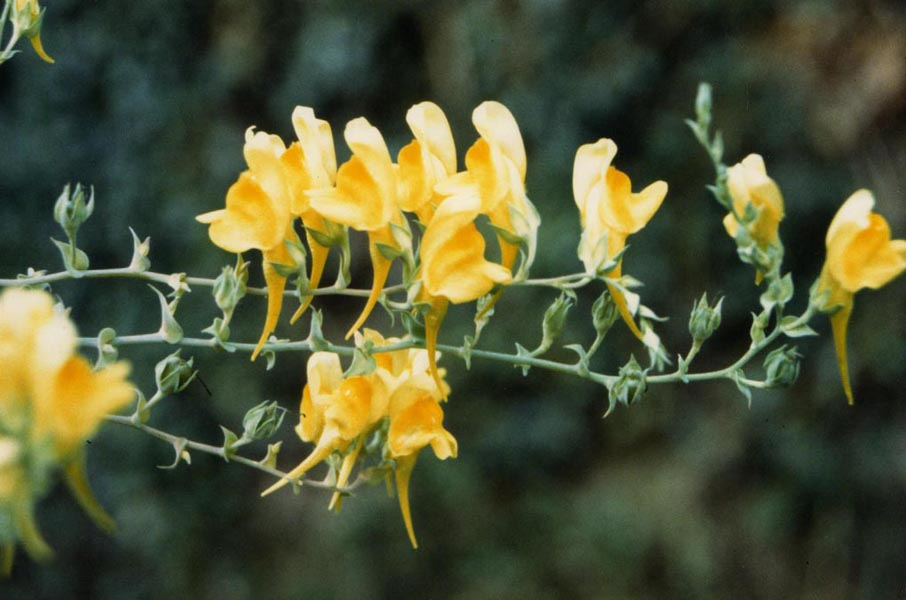
Infiorescenza

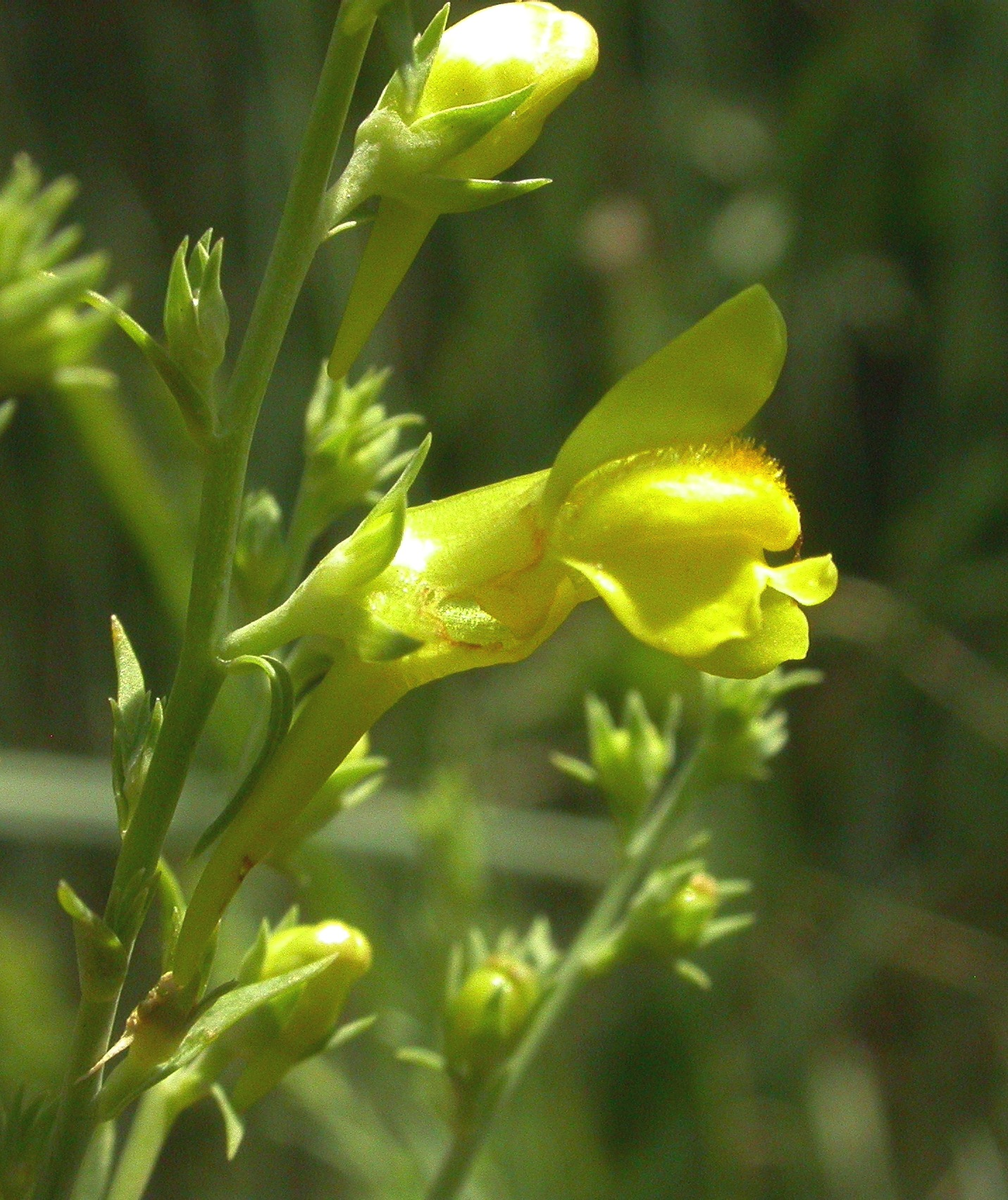
I fiori

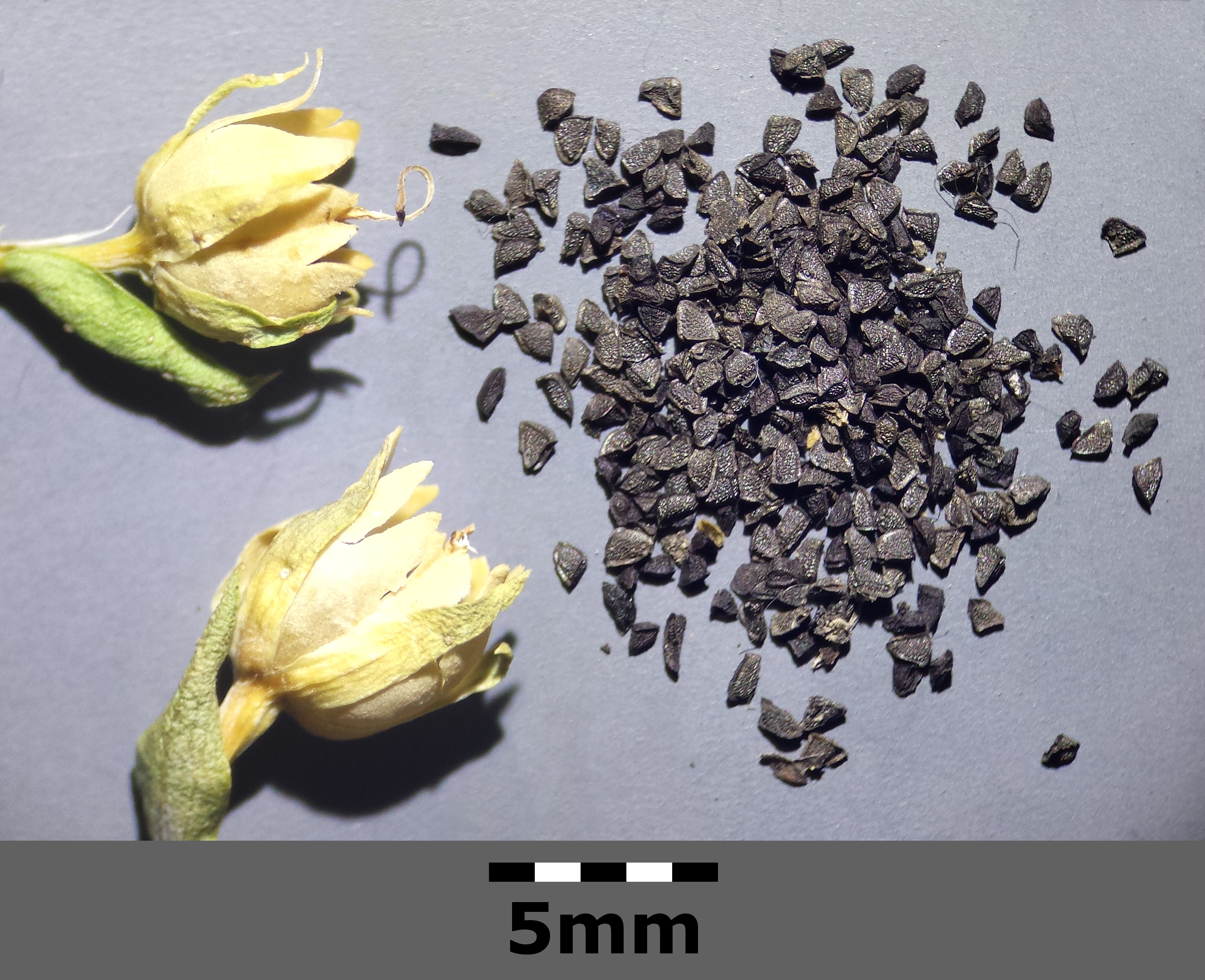
I semi

Queste piante arrivano ad una altezza di 3 - 10 dm. La forma biologica è emicriptofita scaposa (H scap), ossia in generale sono piante erbacee, a ciclo biologico perenne, con gemme svernanti al livello del suolo e protette dalla lettiera o dalla neve e sono dotate di un asse fiorale eretto e spesso privo di foglie. Per queste piante sono state individuate anche altre forme biologiche: geofita rizomatosa (G rhiz), sono piante perenni erbacee che portano le gemme in posizione sotterranea; durante la stagione avversa non presentano organi aerei e le gemme si trovano in organi sotterranei come bulbi, tuberi e rizomi, fusti sotterranei dai quali, ogni anno, si dipartono radici e fusti aerei. Tutta la pianta è glabra e glauca.

### Radici
Le radici sono secondarie da rizoma.

### Fusto
La parte aerea del fusto è eretta, robusta e ramosa nella zona apicale della pianta.

### Foglie
Le foglie lungo il fusto sono disposte in modo alterno. La lamina è intera ed ha delle forme ovato-lanceolate con base amplessicaule e apice acuto. La superficie è glabra ed è percorsa da 3 - 5 nervature longitudinali. Dimensione delle foglie medie: larghezza 7 – 8 mm; lunghezza 28 – 34 mm. Dimensione delle foglie superiori: larghezza 5 – 6 mm; lunghezza 25 – 30 mm.

### Infiorescenza
Le infiorescenze sono formate da racemi allungati. Gli assi fiorali sono glabri. I fiori sono peduncolati. Nell'infiorescenza sono presente delle brattee fogliacee. Lunghezza del peduncolo: 1 – 13 mm.

### Fiore
- I fiori sono ermafroditi, zigomorfi e tetraciclici (ossia formati da 4 verticilli: calice– corolla – androceo – gineceo) e tetrameri (i verticilli del perianzio hanno 4 elementi). Dimensione del fiore: 15 – 22 mm.
- Formula fiorale:

X o * K (4-5), [C (4) o (2+3), A 2+2 o 2], G (2), capsula.
- Il calice, tuboloso-campanulato, più o meno attinomorfo e gamosepalo, è formato da cinque profonde lacinie (o lobi strettamente lanceolati) subuguali. Dimensione del calice: 4 – 6 mm.
- La corolla, gamopetala e tubolare è del tipo bilabiato, ed è completamente chiusa da un rigonfiamento del labbro superiore (corolla personata). Inoltre uno sperone (o un sacco) leggermente curvo è presente all'altezza delle fauci della gola della corolla in posizione abassiale. In particolare il labbro posteriore (superiore) è eretto ed è formato da due petali con apici acuti, l'anteriore (inferiore) da tre petali riflessi. All'altezza della gola può essere presente una pubescenza bianco-giallastra. Il colore della corolla è giallo chiaro. Dimensione della corolla: 15 – 20 mm. Lunghezza dello sperone: 8 – 10 mm.
- L'androceo è formato da 4 stami didinami tutti fertili. I filamenti sono adnati alla base della corolla e sono inclusi o poco sporgenti. Le antere sono formate da due teche distinte e divaricate e formano una struttura simile ad un anello. La deiscenza è longitudinale attraverso due fessure. I granuli pollinici sono tricolpoporati. Il nettare si trova nello sperone e può essere raggiunto solamente dagli insetti che riescono a entrare nelle fauci chiuse dal rigonfiamento del labbro superiore.
- Il gineceo è bicarpellare (sincarpico - formato dall'unione di due carpelli connati). L'ovario è supero con placentazione assile e forma da ovoidi a subglobose. Gli ovuli per loculo sono numerosi, hanno un solo tegumento e sono tenuinucellati (con la nocella, stadio primordiale dell'ovulo, ridotta a poche cellule).[13] Lo stilo ha uno stigma capitato intero.
- Fioritura: da giugno a settembre.

### Frutti
Il frutto è una capsula globosa lunga come il calice. I semi, numerosi e colorati di marrone-grigio, hanno delle forme ellissoidi (a tre angoli) e sono reticolato-rugosi (raramente possono avere anche una stretta ala). Al momento della maturazione i semi fuoriescono da due fori (opercoli) che si aprono nella parte superiore del frutto (capsula porocida). Dimensione della capsula: 3 – 7 mm.

## Riproduzione
- Impollinazione: l'impollinazione avviene tramite insetti (impollinazione entomogama) quali imenotteri, lepidotteri o ditteri o il vento (impollinazione anemogama).[14]
- Riproduzione: la fecondazione avviene fondamentalmente tramite l'impollinazione dei fiori (vedi sopra).
- Dispersione: i semi cadendo (dopo aver eventualmente percorso alcuni metri a causa del vento - dispersione anemocora) a terra sono dispersi soprattutto da insetti tipo formiche (disseminazione mirmecoria).

## Distribuzione e habitat

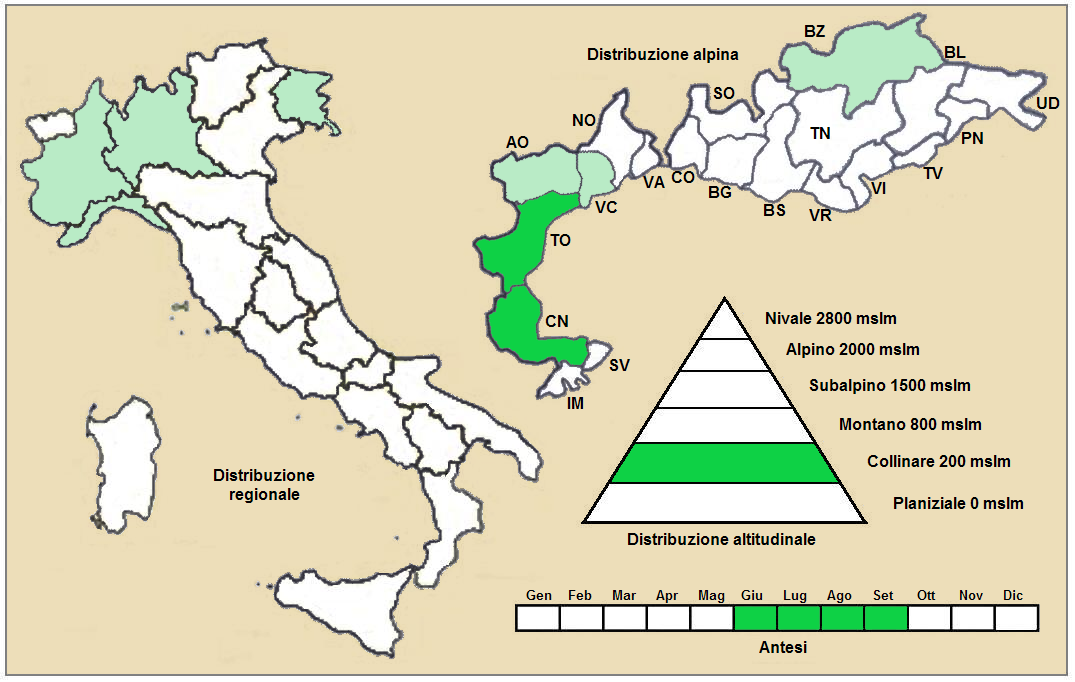
Distribuzione della pianta
(Distribuzione regionale – Distribuzione alpina)

- Geoelemento: il tipo corologico (area di origine) è Sud Est Europeo - Sud Siberiano (Ovest Asiatico).
- Distribuzione: in Italia è una specie molto rara e si trova solamente in alcune aree alpine (provincia di Bolzano, di Cuneo e Liguria occidentale). Fuori dall'Italia, sempre nelle Alpi, questa specie si trova in Francia (dipartimento di Hautes-Alpes), in Svizzera (cantone Vallese), in Austria (Länder dell'Austria Inferiore). Sugli altri rilievi europei collegati alle Alpi si trova nei Monti Balcani e nei Carpazi.[11] Nel resto dell'Europa e dell'areale del Mediterraneo la "linajola a foglie di ginestra" si trova nell'Europa del sud-est compresa l'Anatolia e la Siria.[16]
- Habitat: l'habitat tipico per questa pianta sono i prati e pascoli aridi anche rocciosi. Il substrato preferito è calcareo con pH basico, bassi valori nutrizionali del terreno che deve essere arido.[11]
- Distribuzione altitudinale: sui rilievi queste piante si possono trovare da 400 a 1000 m s.l.m.; frequentano quindi il seguente piano vegetazionale: collinare.

### Fitosociologia
Dal punto di vista fitosociologico alpino Linaria genistifolia appartiene alla seguente comunità vegetale:
- - Formazione: delle comunità a emicriptofite e camefite delle praterie rase magre secche
    - Classe: Festuco-Brometea

## Tassonomia
La famiglia Plantaginaceae comprende 12 tribù, 105 generi e oltre 1 800 specie. Il genere della specie di questa voce appartiene alla tribù Antirrhineae e si compone di oltre 150 specie distribuite dal Nord America, Europa e Asia.
La specie Linaria genistifolia fino a poco tempo fa era circoscritta nella famiglia Veronicaceae o Scrophulariaceae a seconda dei vari Autori. L'attuale posizione tassonomica è stata realizzata con i nuovi sistemi di classificazione filogenetica (classificazione APG).
Il basionimo per questa specie è: Antirrhinum genistifolium L., 1753.
Il numero cromosomico di L. genistifolia è: 2n = 12.

### Filogenesi
Tradizionalmente le due dozzine di specie della flora spontanea italiana vengono suddivise in quattro sezioni (Cymbalaria, Elatinoides, Linariastrum e Chaenarrhinum). La specie di questa voce è inclusa nella sezione Linarisatrum caratterizzata da foglie sessili e con lamine penninervie, da fiori raccolti in nudi racemi terminali e da corolle con fauci completamente ostruite da un palato prominente.
Classificazioni più recenti assegnano la specie di questa voce alla sect. Speciosae (Benth.) Wettst. caratterizzata da piante a ciclo riproduttivo perenne con stigma intero, semi non discoidi e privi di ali. Attualmente in base alle ultime ricerche di tipo filogenetico le specie del genere Linaria sono distribuite in 6 cladi. La specie L. genistifolia si trova all'interno del quinto clade (denominato "E")  insieme al sesto clade (denominato "F"). Insieme questi due cladi formano un "gruppo fratello" e rappresentano il "core" del genere.
Il clade "E" comprende le specie di varie sezioni (sono indicate solamente le specie della flora spontanea italiana):
- sect. Speciosae (Benth.) Wettst.: Linaria dalmatica (L.) Mill., Linaria peloponnesiaca Boiss. & Heldr., Linaria repens (L.) Mill., Linaria capraria Moris & De Not., Linaria purpurea (L.) Mill.;
- sect. Linaria: Linaria angustissima (Loisel.) Borbás, Linaria vulgaris Mill.;
- sect. Diffusae (Benth.) Wettst.: Linaria flava (Poir.) Desf., Linaria triphylla (L.) Mill..

In questo clade le specie L. angustissima, L. dalmatica, L. genistifolia da un punto di vista filogenetico si trovano in posizione politotomica ( = albero filogenetico non risolto).

### Sottospecie
Per questa specie sono riconosciute le seguenti sottospecie:
- Linaria genistifolia subsp. angustata (Wierzb.) Dostál, 1984 - Distribuzione: Repubblica Ceca e Slovacchia
- Linaria genistifolia subsp. artvinensis Davis, 1978 - Distribuzione: Anatolia
- Linaria genistifolia subsp. confertiflora (Boiss.) P.H.Davis, 1978 - Distribuzione: Bulgaria e Anatolia
- Linaria genistifolia subsp. dalmatica (L.) Maire & Petitm., 1908 (1) - Distribuzione: dall'Italia alla Siria
- Linaria genistifolia subsp. euxina (Velen.) D.A.Sutton, 1988 - Distribuzione: Bulgaria
- Linaria genistifolia subsp. polyclada (Fenzl) P.H.Davis, 1978 - Distribuzione: Anatolia
- Linaria genistifolia subsp. praealta (Boiss. & Balansa) P.H.Davis, 1978 - Distribuzione: Anatolia
- Linaria genistifolia subsp. sofiana (Velen.) Chater & D.A.Webb, 1972 - Distribuzione: Bulgaria e ex. Jugoslavia

Nota (1): alcune checklist considerano questa sottospecie un sinonimo della specie Linaria dalmatica (L.) Mill..

### Sinonimi
Questa entità ha avuto nel tempo diverse nomenclature. L'elenco seguente indica alcuni tra i sinonimi più frequenti:
- Antirrhinum dalmaticum Gueldenst. ex Ledeb.
- Antirrhinum genistifolium L.
- Antirrhinum pallidiflorum Lam.
- Antirrhinum supinum Sm.
- Linaria adzharica Kem.-Nath.
- Linaria caucasigena Kem.-Nath.
- Linaria chlorifolia Rchb.
- Linaria dalmatica var. parviflora Albov
- Linaria dolopica Formánek
- Linaria genistifolia subsp. angustata (Wierzb. ex Heuff.) Dostál
- Linaria genistifolia var. angustata Wierzb. ex Heuff.
- Linaria genistifolia var. angustifolia K.Koch
- Linaria genistifolia var. perangustata Borbás
- Linaria genistifolia var. polystachya Griseb.
- Linaria genistifolia var. subrepens Nyár.
- Linaria nervosa Baumg.
- Linaria pallidiflora (Lam.) Valdés
- Linaria petraea Steven
- Linaria pontica Kuprian.
- Linaria procera Baumg.
- Linaria pyramidata Schur
- Linaria stevenii Nyman
- Peloria genistifolia (L.) Raf.

#### Sinonimi della sottospecieangustata
- Linaria genistifolia var. angustata Wierzb.

#### Sinonimi della sottospecieconfertiflora
- Linaria genistifolia var. confertiflora Boiss.
- Linaria monochroma Boiss. & Heldr.

#### Sinonimi della sottospecieeuxina
- Linaria euxina Velen.
- Linaria genistifolia var. euxina (Velen.) Stef. & Jordanov

#### Sinonimi della sottospeciepolyclada
- Linaria polyclada Fenzl

#### Sinonimi della sottospeciepraealta
- Linaria balansae Boiss. & Reut.
- Linaria genistifolia var. venosa Boiss.
- Linaria praealta Boiss. & Balansa

#### Sinonimi della sottospeciesofiana
- Linaria concolor Griseb.
- Linaria concolor var. serpens Griseb.
- Linaria concolor f. serpens (Griseb.) Hayek
- Linaria genistifolia var. concolor (Griseb.) Nyman
- Linaria genistifolia subsp. linifolia (Boiss.) P.H.Davis
- Linaria genistifolia var. linifolia Boiss.
- Linaria genistifolia var. orbelica Velen.
- Linaria genistifolia var. parviflora Formánek
- Linaria genistifolia var. sofiana (Velen.) Velen.
- Linaria italica subsp. sofiana Velen.) Nyman
- Linaria sofiana Velen.
- Linaria syspirensis K.Koch
- Linaria syspirensis C. Koch

## Altre notizie
La linaria con foglie di ginestra in altre lingue è chiamata nei seguenti modi:
- (DE)  Ginster-Leinkraut
- (FR)  Linaire à feuilles de genét